# Sofrosyne: ett blad för svenska fruntimmer
Sofrosyne: ett blad för svenska fruntimmer var en svensk modetidskrift som utgavs under åren 1815 och 1816. Det var den andra modetidningen som gavs ut i Sverige, efter Elegant-Tidning 1810. Den riktade sig enbart till kvinnor.